# LGBT+ komunitní centrum v Praze
LGBT+ komunitní centrum v Praze je komunitní centrum pro LGBT+ lidi, které bylo založeno spolkem Prague Pride a otevřeno 9. prosince 2021. Jeho posláním je utvářet bezpečné a otevřené prostředí k setkávání LGBT+ lidí, a to bez ohledu na věk, orientaci a identitu. Nachází se v Železné ulici, č. p. 18. Organizace Prague Pride o jeho otevření usilovala několik let. Jedná se jedinou instituci svého druhu v České republice.

## Otevření
Slavnostní otevření proběhlo symbolicky 9. prosince 2021, v předvečer Dne lidských práv. Pásku přestřihli člen hnutí STAN Petr Hejma a pražská radní pro oblast kultury Hana Třeštíková, která uvedla: „Vznikem LGBT+ komunitního centra se v Praze otevírá jedinečný prostor, v němž je vítán každý ve své jedinečnosti a kde se společnost nepolarizuje, ale spojuje. To vnímám jako obzvlášť potřebné a žádoucí v dnešní době, těžce zkoušené pandemií nebo sociálními konflikty.“ Zahajovací akce se zúčastnili rovněž zástupci a zástupkyně českých lidskoprávních neziskových organizací, partneři a donoři organizace Prague Pride i samotného komunitního centra; celkem se zúčastnilo zhruba 30 lidí. Člen spolku Prague Pride Hynek Toman a ředitel spolku Tom Bílý v rozhovoru pro PrahaIN uvedli, že „inspirací pro otevření centra byla velká západní města, která běžně mívají svůj Rainbow House“ a „zhruba před rokem to začalo vypadat, že se možná povede [jejich] plány zrealizovat. Intenzivní příprava prostor k otevření trvala zhruba dva měsíce.“ Na vybavení centra a jeho uvedení do provozu měly velký podíl dary od sponzorů a podporovatelů.

## Provoz
K únoru 2022 bylo centrum otevřené každý čtvrtek od 15 do 21 hodin, s plány otevírací dobu rozšířit. Jeho hlavními prostory jsou klubovna a přednáškový sál s kapacitou 40 osob, který je vybaven plátnem, projektorem, přenosnou listovací tabulí a barem. Klubovna je vybavena knihovnu s LGBT+ literaturou, herní konzolí PlayStation, deskovými hrami, jukeboxem, kosmetickým koutkem a dětským koutkem. První akce se zde konala 10. prosince 2021. Jednalo se o akci Pride Voices, na níž se queer lidé s posluchači dělili o své inspirativní životní příběhy. Tato akce se v minulosti již konala v rámci festivalu Prague Pride.

## Přijetí
Dne 7. ledna 2022 byl na stránkách PrahaIN zveřejněn článek, který poukazoval na nízkou publicitu centra. Součástí článku byly odpovědi respondentů z řad „lidí, kteří mají o LGBT+ komunitě povědomí“, kteří byli dotazováni na téma komunitního centra, přičemž jejich názory byly různorodé. Zveřejněny byly odpovědi čtyř respondentů, z nichž tři o existenci centra nevěděli, dva zaujímali spíše pozitivní postoj, jeden spíše negativní a jeden neutrální.